# Bairāt
Bairāt är en ort i Indien.   Den ligger i distriktet Jaipur och delstaten Rajasthan, i den norra delen av landet, 170 km sydväst om huvudstaden New Delhi. Bairāt ligger 451 meter över havet och antalet invånare är 17 237.
Terrängen runt Bairāt är varierad. Runt Bairāt är det ganska tätbefolkat, med 239 invånare per kvadratkilometer. Det finns inga andra samhällen i närheten. Trakten runt Bairāt består till största delen av jordbruksmark.